# Rozsdás rózsa
A rozsdás rózsa (Rosa rubiginosa) a rózsavirágúak (Rosales) rendjébe és a rózsafélék (Rosaceae) családjába tartozó faj.

## Előfordulása
A rozsdás rózsa eredeti előfordulási területe Európa legnagyobb része; beleértve Skandináviából Svédországot és Norvégiát, a Brit-szigeteket, a Nyugat-, Dél- és Közép-Európát - beleértve Magyarországot is -, valamint Ukrajnát és az európai Oroszországnak a déli felét. A Madeira-szigeteken, Korzikán, Szardínián és Szicílián is megtalálható. A portugáliai őshonos mivolta kérdéses; Görögországból hiányzik.
Ezt a növényt az ember betelepítette Észak-Amerika legnagyobb részére, elszórtan Dél-Amerikába, Dél-Afrika területére, valamint Ausztráliába - az Északi terület kivételével -, beleértve Tasmaniát is.

## Változata
- Rosa rubiginosa var. nemoralis (Léman) Thory

## Képek

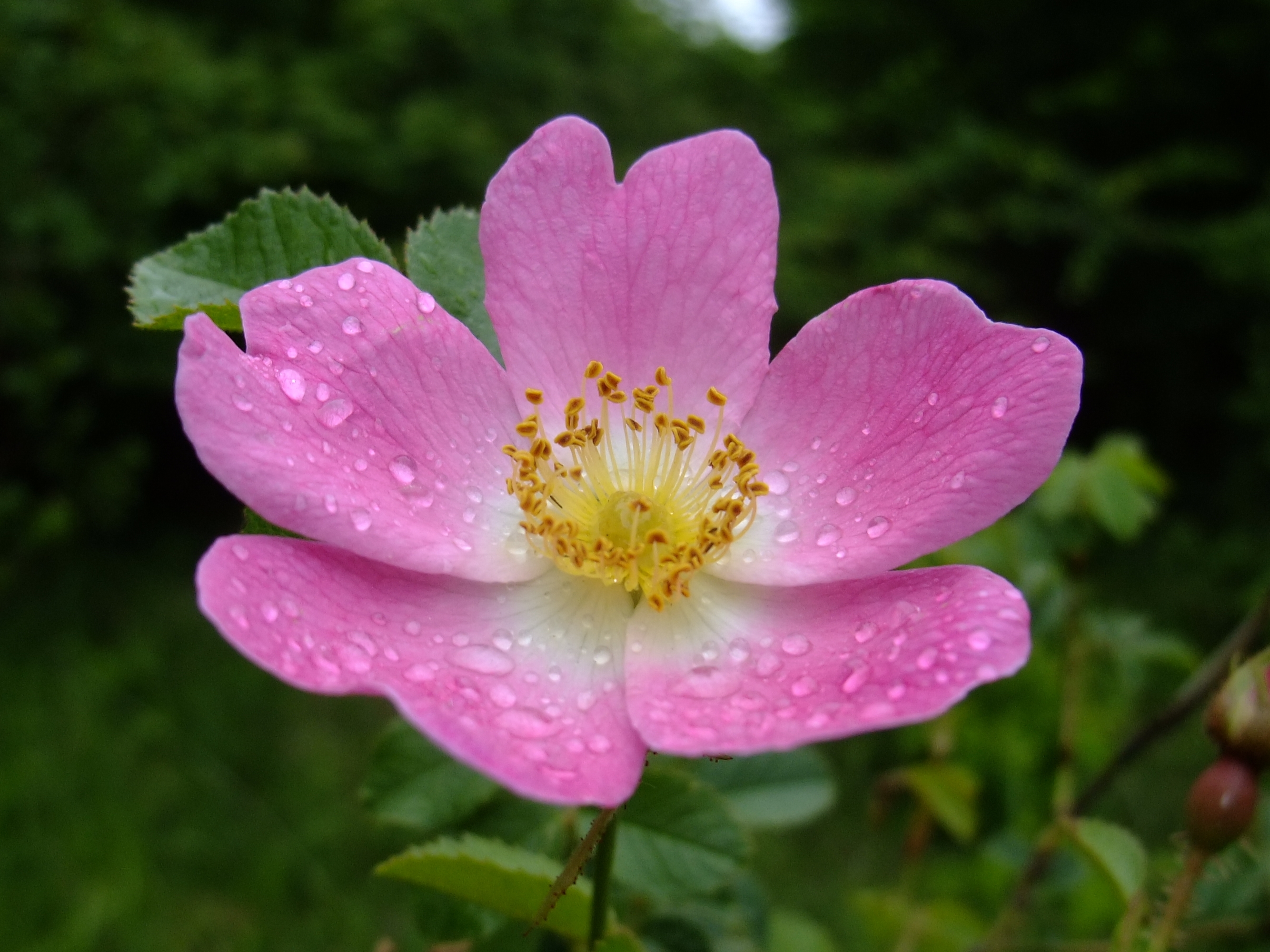
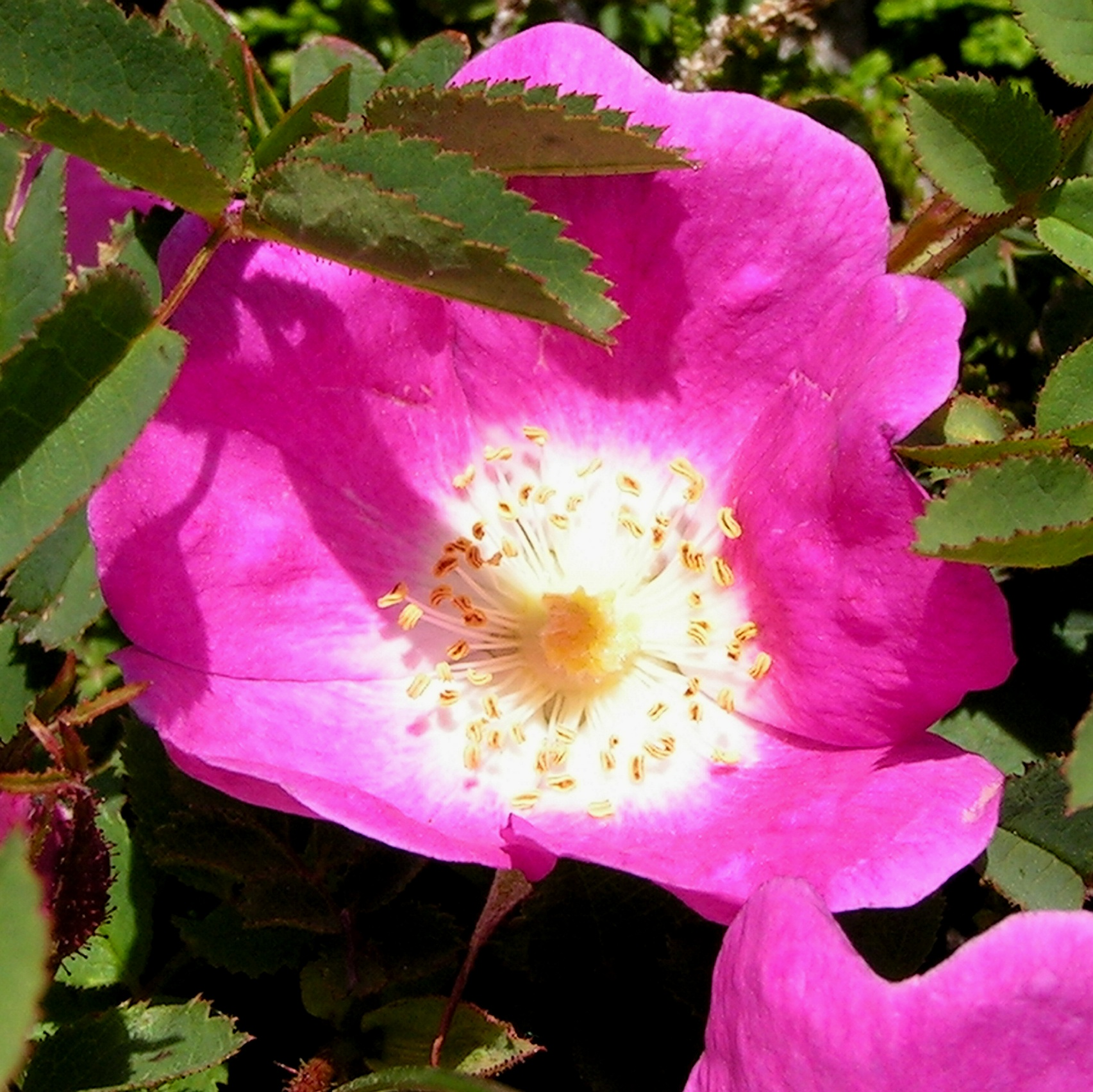
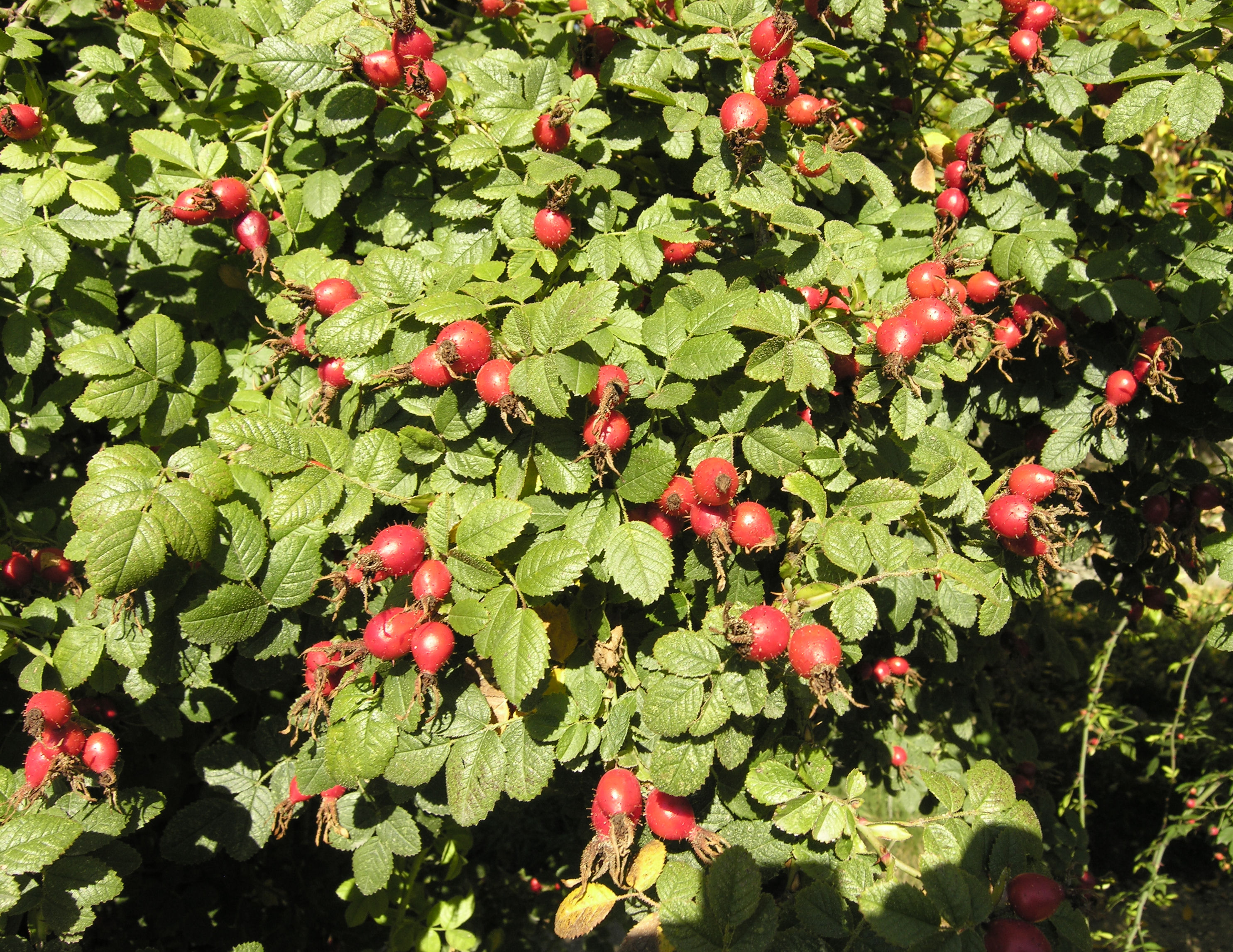
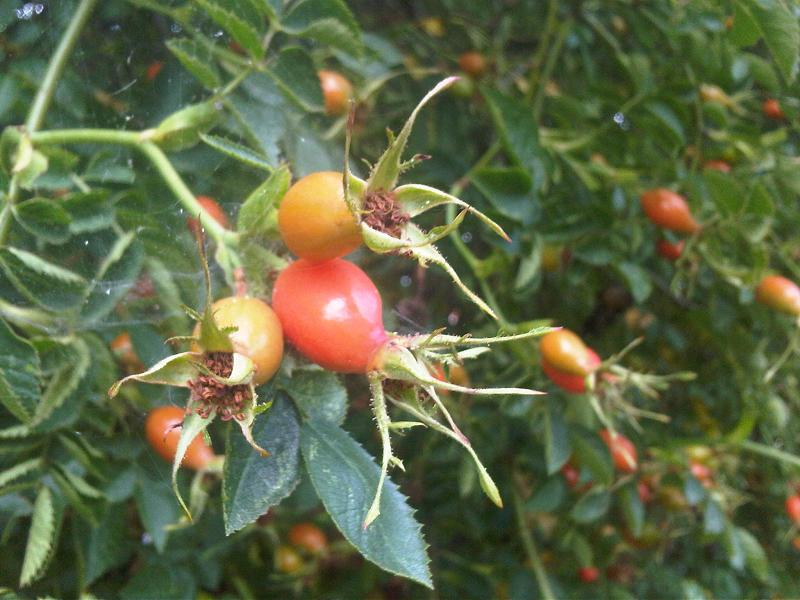
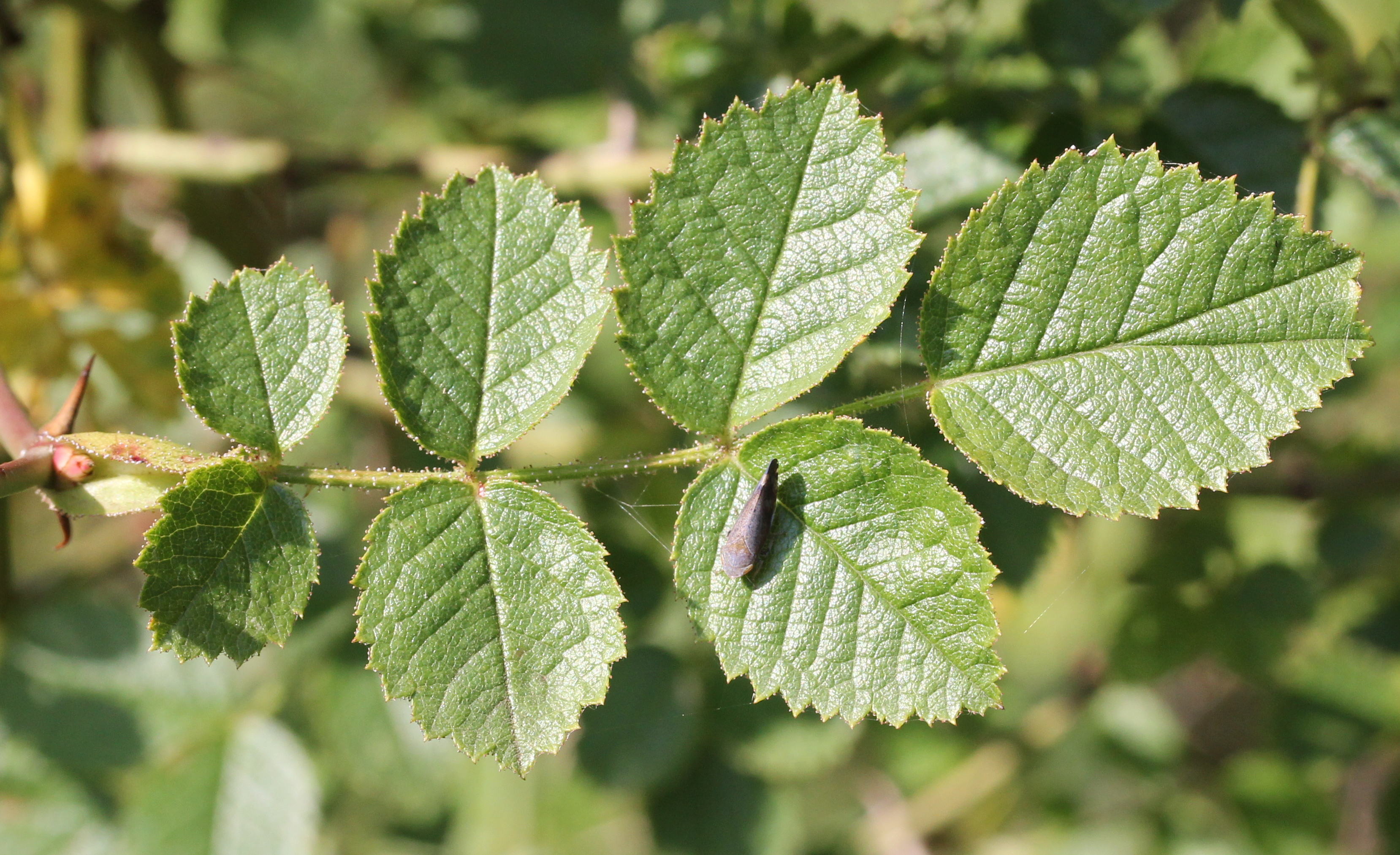

## Megjelenése
Ez a növény egy lombhullató cserje, amely 2-3 méter magasra nő meg és ugyanekkorára terebélyesedik szét. A szárain rengeteg kampós tüske van. A lombozata erősen almaszagú. Az 5-9 centiméter hosszú levélszáron a levélkék átellenesen ülnek; a levélkék majdnem kerekek vagy oválisak, széleik fűrészesek és számos szőrzet látható rajtuk. Virágai 1,8-3 centiméter átmérőjűek és 5 szirmúak; a szirmok rózsaszínek, azonban a tövük fehér. A virág közepén sok sárga bibe van. Késő tavasztól a nyár közepéig, kettesével-hetesével hozza virágait. A termése nyújtott-gömb alakú, 1-2 centiméter átmérőjű és megérve sötétvörös.